# Бечо (перевал)
Бечо́ (ранее также Гульский перевал) (груз. ბეჩოს უღელტეხილი) — высокогорный перевал, расположен в центральной части Главного, или Водораздельного хребта Большой Кавказ, между горными массивами Донгузорун-Чегет-Карабаши и Шхельда. До середины XX века имел важное торгово-экономическое значение, так как он соединял долину Бечо на южном Кавказе (регионе Верхняя Сванетия, Грузия) с Баксанским ущельем Северного Кавказа (ныне на территории РФ, Приэльбрусье). Перевал находится на высоте 3 375 метров (3367,2 м) выше уровня моря; большую часть года он покрыт ледником, а потому доступен для пешеходов только летом. По сравнению с другими перевалами Кавказа считается относительно лёгким для пересечения. В советское время здесь была проложена туристическая тропа от реки Баксан, которая проходила по долине реки Юсеньги (Кабардино-Балкарская АССР) до р. Ингури (по долине Долра, Грузинская ССР). После 2008 года использование перевала в рекреационных, туристических и экономических целях затруднено из-за напряженности в российско-грузинских отношениях.